# Pothyne longiscapus
Pothyne longiscapus är en skalbaggsart som beskrevs av Stefan von Breuning 1948. Pothyne longiscapus ingår i släktet Pothyne och familjen långhorningar. Inga underarter finns listade i Catalogue of Life.